# Бечо

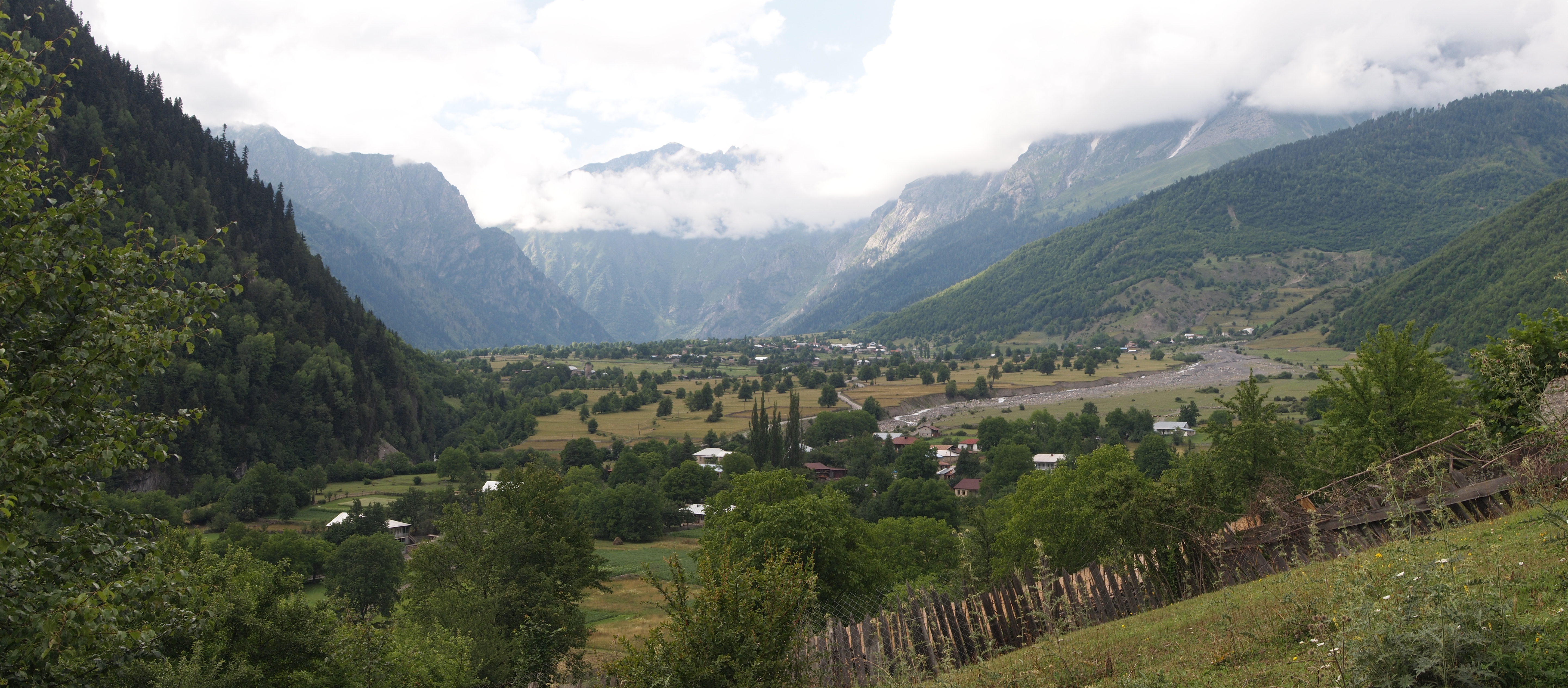
Вид на долину Бечо

Бечо́ (груз. ბეჩო) — одно из 11 сванетских обществ, расположенных в историческом регионе Верхняя Сванетия на южном склоне хребта Большой Кавказ, по верхнему течению р. Ингури (Кутаисская губерния, Лечгумский уезд), некогда представляло собой фамильное владение грузинских князей Дадешкелиани. Потомки этой княжеской фамилии сохранилась здесь и доныне. После вхождения Грузии в состав Российской империи Бечо был провозглашён местом пребывание пристава (в 1850-e) , который управлял Сванетией; он подчиняется уездному начальнику Лечгумского уезда. В конце XIX века в Бечо находилась одна штатная церковь, имелось 29 мельниц; дворов насчитывалось 89, число жителей достигло 704 человек по переписи 1897 года. Из Бечо виден остроконечный пик известной горы — Ушба, вершина которого покрыта ледником того же имени. Направо от Ушбы идет дорога на Гульский перевал, ведущий в Баксанское ущелье Северного Кавказа.